# 特别转让
PT是Particular Transfer的缩写，意思为特别转让。
1999年7月9日沪深交易所开始对根据《公司法》和《证券法》的相关规定而暂停上市的股票实施特别转让服务，这给暂停上市的股票提供合法流通渠道。对于进行这种特别转让的股票，沪深交易所在其证券简称前冠以PT字样。首批PT股票有PT双鹿、PT农商社、PT苏三山、PT渝太白等4只。
特别转让与正常股票交易主要有以下区别：
- 交易时间不同，特别转让仅限于每周五的开市时间内进行，而非逐日持续交易
- 涨跌幅限制不同，特别转让股票申报价跌幅没有限制，但涨幅不得超过上一次转让价格的5％，
- 撮合方式不同，特别转让是交易所于收市后一次性对该股票当天所有有效申报按集合竞价方式进行撮合，产生唯一的成交价格，所有符合成交条件的委托盘均按此价格成交
- 交易性质不同，特别转让股票不是上市交易，因此，这类股票不计入指数计算，成交数不计入市场统计，其转让信息也不在交易所行情中显示，只由指定报刊专栏在次日公告

2001年11月30日证监会发布《亏损上市公司暂停上市和终止上市实施办法》后，深沪交易所于2002年1月1日取消了特别转让服务。